# Hrvatska priča u biblijskoj zemlji
Hrvatska priča u biblijskoj zemlji je hrvatski dokumentarni film. Snimljen je tijekom jednog hodočašća u Svetu Zemlju povodom postavljanja spomen-ploče trojici braće, Pavlu, Antunu i Jakovu Brankoviću, Hrvatima iz Sarajeva, koji su prije 333 godine kao vitezovi Svetog groba jeruzalemskog kupili Getsemanski vrt od turskih muslimanskih vlasnika i darovali ga franjevcima. Spomen-ploču, koja svjedoči o ponosu Hrvata na svoje sunarodnjake i katoličku vjeru otkrili su 29. ožujka 2014. nadbiskup metropolit vrhbosanski kardinal Vinko Puljić i kustod Franjevačke kustodije Svete Zemlje fra Pierbattista Pizziballa. Otkrivanje spomen-ploče, tijek hodočašća hrvatskih hodočasnika pod vodstvom fra Tomislava Glavnika, OFMConv. te dirljiva svjedočanstva i dojmovi hodočasnika zabilježeni su u dokumentarnom filmu u produkciji Laudata.